# Zinovjevbrevet

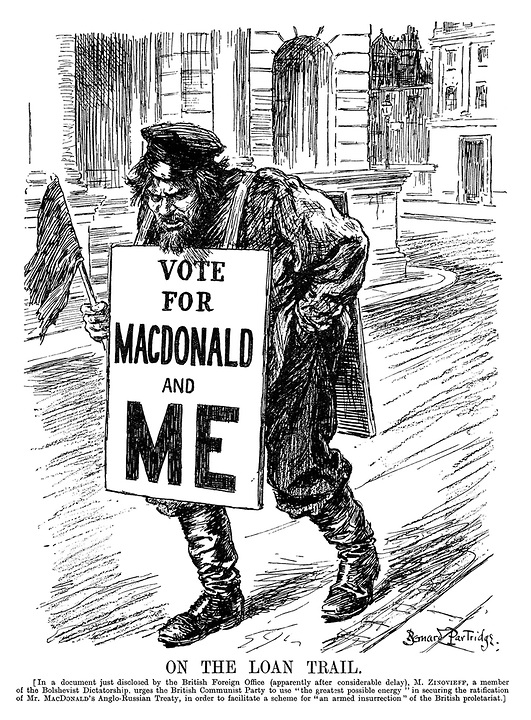
En tecknad serie från Punch, publicerad efter att brevet släppts, föreställande en bolsjevikkarikatur med sloganen "Rösta på MacDonald och mig"

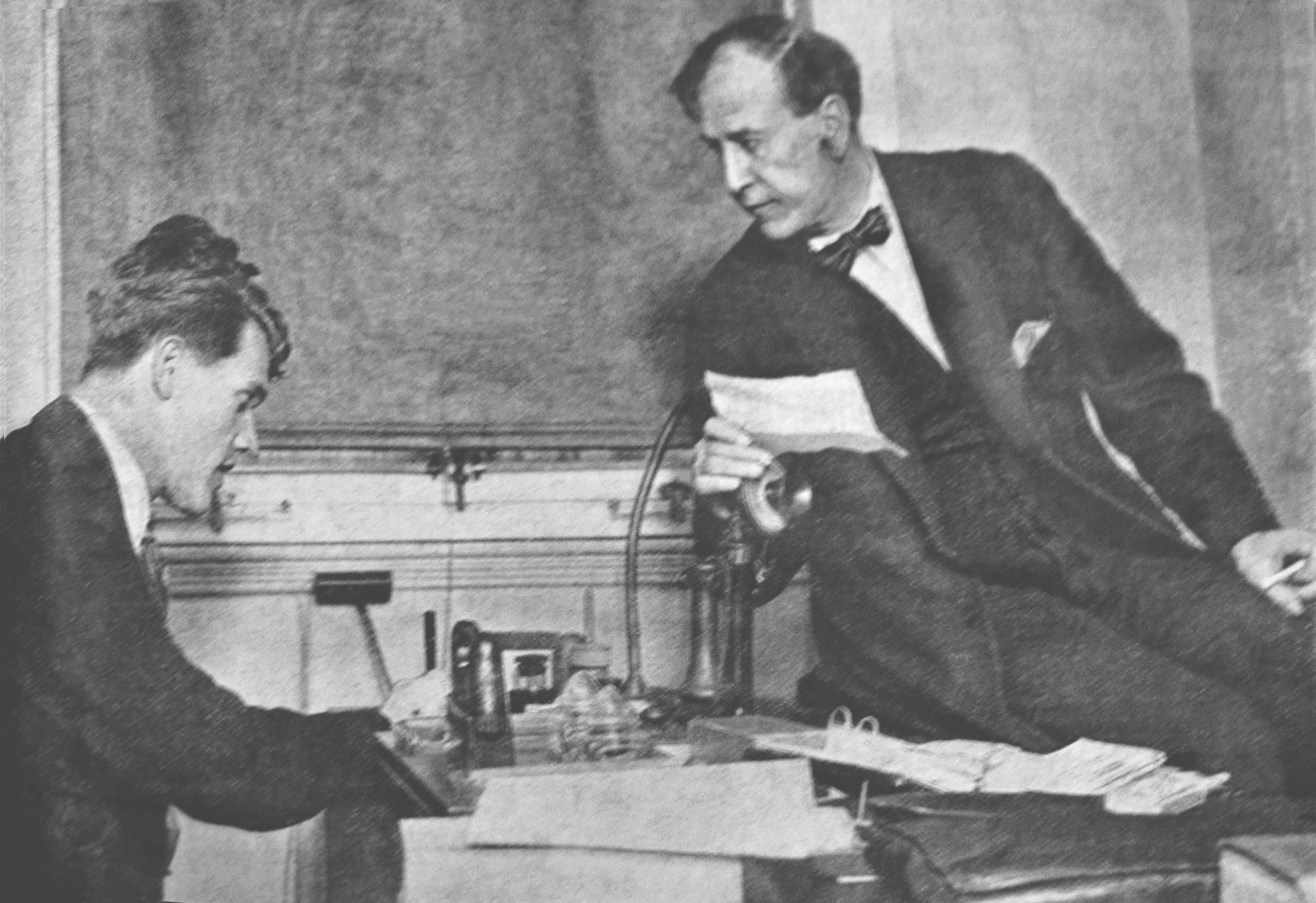
Christian Rakovskij dikterar ett svar till den brittiska regeringen som svar på Zinovjev-brevet där dess äkthet förnekas.

Zinovjev-brevet var ett fejkat dokument publicerat och sensationaliserat av den brittiska tidningen Daily Mail fyra dagar före parlamentsvalet i Storbritannien 1924. Brevet ansågs allmänt vara autentiskt vid publicering och en tid efteråt, men historiker är nu överens om att det var en förfalskning. Valet, som tog plats den 29 oktober, resulterade i den första Labour-regeringens fall och en stark seger för det konservativa partiet och det liberala partiets fortsatta kollaps.
Brevet påstods vara ett direktiv från Grigorij Zinovjev, chefen för Tredje Internationalen (Komintern) i Moskva, till Storbritanniens kommunistiska parti (CPGB), som beordrade det att engagera sig i uppviglande aktiviteter. I brevet hävdades att normaliseringen av brittisk-sovjetiska relationer under en Labour-regering skulle radikalisera den brittiska arbetarklassen och sätta CPGB i en gynnsam position för att driva en revolution i bolsjevikstil. Brevet menade även att dessa effekter skulle sträcka sig över hela det brittiska imperiet. 
Högerpressen framställde brevet som en allvarlig utländsk påverkanskampanj och anklagade den sittande Labourregeringen under Ramsay MacDonald för att främjat öppen handel och närmare relationer med Sovjetunionen. 
Omkring slutet av november 1924 kom MI6 fram till att brevet var fejkat bortom rimligt tvivel, något som de valde att inte informera regeringen om. Zinovjev nekade att han hade författat brevet två dagar innan parlamentsvalet, men denna förnekelse publicerades inte på engelska förrän december 1924 efter att regeringen redan fallit.